# ベリンダ・コードウェル
ベリンダ・コードウェル（Belinda Cordwell, 1965年9月21日 - ）は、ニュージーランド・ウェリントン出身の元女子プロテニス選手。1989年の全豪オープン女子シングルスでベスト4に入り、当地の女子テニス選手として4大大会の最高成績を出した選手である。左利き。自己最高ランキングはシングルス17位、ダブルス35位。WTAツアーでシングルス1勝、ダブルス2勝を挙げた。

## 来歴
コードウェルは1982年から女子テニス国別対抗戦・フェデレーションカップのニュージーランド代表選手になり、1985年の全米オープンで4大大会に初出場した。この時は3回戦まで勝ち進み、第6シードのジーナ・ガリソンに 4-6, 4-6 で敗れた。この後「サントリー・ジャパン・オープン」で初来日し、同じニュージーランドのジュリー・リチャードソンと組んでダブルス優勝を果たす。1988年全豪オープンでヘレナ・スコバとの4回戦に進み、同年のソウル五輪にもニュージーランド代表選手として出場したが（シングルス1回戦敗退）、彼女は1989年まで世界的には無名の選手だった。1989年全豪オープンで、コードウェルは世界ランキング62位のノーシードからベスト4進出を果たした。1回戦で第7シードのバーバラ・ポッター（アメリカ）を破ったコードウェルは、3回戦で2年ぶりの現役復帰をしたアンドレア・テメシュバリ（ハンガリー）、4回戦でブレンダ・シュルツ（オランダ）、準々決勝でカタリナ・リンドクイスト（スウェーデン）を破って勝ち進んだ。ニュージーランド女性として初進出した準決勝では、前年の4回戦で敗れたヘレナ・スコバがコードウェルを待ち構えた。コードウェルはスコバに 6-7, 6-4, 2-6 のフルセットで敗れ、彼女の大舞台はここで終わった。
全豪オープンで4強入りした後、コードウェルは勢いに乗って好調なシーズンを送った。4月中旬の「シンガポール・オープン」決勝で日本の雉子牟田明子を 6-1, 6-0 で破り、WTAツアー大会でシングルス初優勝を果たす。翌週の「サントリー・ジャパン・オープン」で来日したコードウェルは、準決勝で岡本久美子に敗れた。1989年はフェデレーションカップが日本の東京・有明コロシアムで行われた年でもあり、コードウェルはフェデレーション杯の前週に千葉のトーナメントに参加したこともある。ニュージーランド代表チームは、1回戦でイタリアに勝った後、2回戦でオーストラリアに敗れた。
しかし、コードウェルは1990年全豪オープンで欠場を余儀なくされ、ここで世界ランキングを落としてしまう。1991年全豪オープンでは1回戦でヘレナ・スコバに敗れ、結局コードウェルはスコバの壁を越えられなかった。1991年10月、イギリス・ブライトン国際選手権の予選1回戦敗退を最後に、彼女は26歳で現役を引退した。コードウェルの引退後、ニュージーランドからは彼女のように国際的な活躍をした女子選手はなかなか現れなかったが、2008年にはユーゴスラビアからの移民であるマリナ・エラコビッチがコードウェル以来18年振りのシングルストップ50に達している。